# 布氏鱯
布氏鱯，為輻鰭魚綱鯰形目鱨科的其中一種，為熱帶淡水魚類，分布於亞洲巴基斯坦、不丹、印度、孟加拉、尼泊爾、緬甸與印尼淡水流域，體長可達15.5公分，棲息在底層水域，生活習性不明，可做為觀賞魚。

## 扩展阅读
維基物種上的相關：布氏鱯